# Saint-Michel-de-Montjoie

Saint-Michel-de-Montjoie este o comună în departamentul Manche, Franța. În 1 ianuarie 2022 avea o populație de 344 de locuitori.